# 1685
1685 (MDCLXXXV) byl rok, který dle gregoriánského kalendáře započal pondělím.

## Události
- Založení první francouzské kolonie v Texasu poblíž potoka Arenosa a zátoky Matagorda
- 6. únor – Jakub II. Stuart nastupuje na britský, irský a skotský trůn
- 18. únor – založena pevnost St. Louis v Mataborské zátoce, na jejímž základě Francie deklamovala nárok na Texas
- 20. červen – v Anglii začíná Monmouthovo povstání vedené vévodou Monmouthem
- 6. červenec – bitva u Sedgemoor, Monmouthovo povstání rozdrceno
- 15. červenec – James Scott, vévoda Monmouth popraven
- 15. červenec – sňatek Marie Antonie Habsburské, dcery císaře Leopolda I. a jeho první manželky Markéty Terezy, s bavorským kurfiřtem Maxmiliánem II. Emanuelem
- 18. říjen – Ludvík XIV. zrušil Edikt nantský a zakázal protestantskou (hugenotskou) víru ve Francii, následovala velká vlna emigrace
- vojska rakouských Habsburků vyhnala Turky ze Szolnoku a Nových Zámků

### Probíhající události
- 1652–1689 – Rusko-čchingská válka
- 1683–1699 – Velká turecká válka

## Narození
Česko
- 30. září – pokřtěn Gunther Jakob, český duchovní a hudební skladatel († 21. března 1734)
- ? – Ludvík Josef z Hartigu, císařský místodržící Království českého († 17. ledna 1735)

Svět
- 23. února – Georg Friedrich Händel, německý hudební skladatel († 1759)
- 12. března – George Berkeley, irský filozof a biskup († 1753)
- 21. března – Johann Sebastian Bach, německý barokní hudební skladatel († 28. července 1750)
- 26. března – Johann Alexander Thiele, německý malíř a rytec († 22. května 1752)
- 6. května – Žofie Luisa Meklenbursko-Schwerinská, pruská královna († 29. července 1735)
- 30. června – John Gay, anglický básník a dramatik († 4. prosince 1732)
- 30. července – Dominikus Zimmermann, bavorský štukatér a architekt († 16. listopadu 1766)
- 18. srpna – Brook Taylor, anglický matematik († 30. listopadu 1731)
- 3. září – Charles Paulet, 3. vévoda z Boltonu, britský generál a šlechtic († 26. srpna 1754)
- 1. října – Karel VI., císař římský, arcivévoda rakouský a král uherský († 20. října 1740)
- 26. října – Domenico Scarlatti, italský hudební skladatel († 1757)
- 15. listopadu – Balthasar Denner, německý malíř († 14. dubna 1749)
- 6. prosince – Marie Adelaide Savojská, savojská princezna († 12. února 1712)
- ? – Bartolomeo Scotti, italský stavitel († 1. února 1737)
- ? – Jan van Gool, nizozemský malíř a spisovatel († 1765)
- ? – Afife Kadın, manželka osmanského sultána Mustafy II. († 12. června 1723)

## Úmrtí

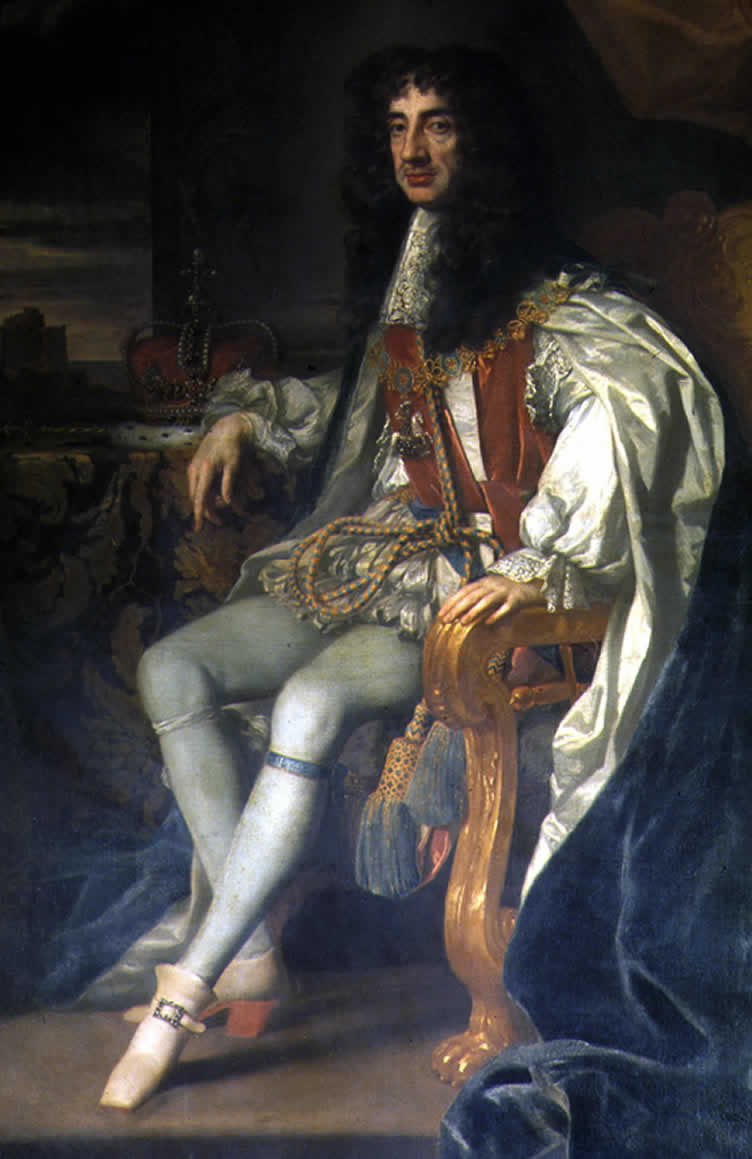
Karel II. Stuart († 6. února

### Česko
- 18. října – Kryštof Alois Lautner, český katolický duchovní a jedna z obětí honu na čarodějnice na Olomoucku (* 1622)

### Svět
- 6. ledna – Malachias Siebenhaar, německý skladatel církevní hudby (* 6. března 1616)
- 14. ledna – Juraj Pohronec-Slepčiansky, slovenský arcibiskup, uherský primas (* 24. dubna 1595)
- 6. února – Karel II. Stuart král Anglie, Skotska a Irska (*29. května 1630)
- 20. února – Žofie Amálie Brunšvická, dánská královna (* 24. března 1628)
- 24. února – Isabella Klára Tyrolská, rakouská arcivévodkyně a vévodkyně mantovská (* 12. srpna 1629)
- 9. března – Carpoforo Tencalla, italsko-švýcarský malíř (* 10. září 1623)
- 16. května – Karel II. Falcký, falcký kurfiřt (* 31. března 1651)
- 15. července – James Scott, vévoda Monmouth, levoboček Karla II., popraven za vzpouru (* 1649)
- 22. září – Ignazio Albertini, italský houslista a hudební skladatel (* 1644)
- 30. října – Michel Le Tellier, kancléř Francie (* 19. dubna 1603)
- 9. listopadu – Ludvík Armand I. Bourbon-Conti, francouzský šlechtic a politik (* 30. dubna 1661)
- 25. prosince – Jean-Baptiste Boësset, francouzský hudební skladatel (* 1614)
- ? – Pier Francesco Silvani, italský architekt (* 1620)
- ? – Gantimur, ruský kníže (* ?)

## Hlavy států
- Anglie – Karel II. (1660–1685) / Jakub II. (1685–1688)
- Francie – Ludvík XIV. (1643–1715)
- Habsburská monarchie – Leopold I. (1657–1705)
- Osmanská říše – Mehmed IV. (1648–1687)
- Polsko-litevská unie – Jan III. Sobieski (1674–1696)
- Rusko – Ivan V. (1682–1696) a Petr I. Veliký (1682–1725)
- Španělsko – Karel II. (1665–1700)
- Švédsko – Karel XI. (1660–1697)
- Papež – Inocenc XI. (1676–1689)
- Perská říše – Safí II.